# Нежинское (Черниговская область)
Нежинское (укр. Ніжинське; до 1928 года — Синяки, в 1928—2016 гг. — Гри́горо-Ива́новка, укр. Григоро-Іванівка) — село в Нежинском районе Черниговской области Украины. Население 1181 человек. Занимает площадь 1,48 км².
Код КОАТУУ: 7423383201. Почтовый индекс: 16633. Телефонный код: +380 4631.

## Власть
Орган местного самоуправления — Григоро-Ивановский сельский совет. Почтовый адрес: 16633, Черниговская обл., Нежинский р-н, с. Нежинское, ул. Ленина, 125.

## История
В XIX веке село Синяки было в составе Талалаевской волости Нежинского уезда Черниговской губернии. В селе была Константино-Еленинская церковь.